# Tustań (przystanek kolejowy)
Tustań (ukr. Тустань, ros. Тустань) – przystanek kolejowy w miejscowości Tustań, w rejonie iwanofrankiwskim, w obwodzie iwanofrankiwskim, na Ukrainie. Położony jest na linii Lwów – Czerniowce.